# Bogdan Farcaș
Bogdan Farcaș (n. 13 ianuarie 1980, Iași) este un actor român de teatru și film.

## Biografie
Bogdan Farcaș s-a născut la Iași. Este absolvent al liceului „Mihai Eminescu” din orașul natal și al Facultății de Teatru de la Universitatea de Arte ”George Enescu” din Iași.
A lucrat ca actor la Teatrul Național din Târgu Mureș (2003-2007). Din 2007 până în prezent este actor la Teatrul „Toma Caragiu” din Ploiești. Colaborează la Teatrul Bulandra, Teatrul Metropolis, Teatrul de Comedie din București și la Teatrul ”Tony Bulandra” din Târgoviște.
În 2019, a participat la programul ”10 pentru film” de la TIFF.
A jucat în câteva filme și seriale cunoscute din România precum Imaculat (2021), Miracol (2021), Neidentificat (2020), Malmkrog (2019), Vlad (2019), Kira Kiralina (2014), Domnișoara Christina (2013).
A luat Premiul Gopo 2022, pentru rolul Florin Iespas din filmul Neidentificat.

## Premii
- 2022: Gopo pentru cel mai bun actor
- 2021: Quarrels at Chioggia (nominalizat) (Înregistrare teatrală)
- 2020: Împreună (Scurt-metraj)

## Filmografie
- Domnișoara Christina (2013) – țăran
- La pomană (2013) – Petronel
- Kira Kiralina (2014)
- Malmkrog (2019) – husar 2 Trailer
- The Hard Way / Calea mai grea (2019) – Flanagan
- Vlad (2019) medic legist
- Neidentificat (2020) – Florin Iespas
- The Cleansing Hour (2020) – Julio
- Around the World in 80 Days / Ocolul Pământului în 80 de zile (2021)
- Imaculat (2021) – Radu Nebunu
- Miracol (2021) – Florin Iespas
- Clanul (2022) - Costache Nița/Ciomag
- Videotheque (2023)